# Ramulose
A ramulose do algodoeiro é causada por um fungo cujo nome  é Colletotrichum gossypii (South) var. cephalosporioides 

## Histórico da doença
Essa doença encontra-se disseminada em praticamente todo o Brasil, além de ocorrer também em outros países da América do Sul como Venezuela e Paraguai. Por várias décadas a ramulose tem sido considerada a doença de maior importância para a cultura de algodão no Brasil e, sem um eficiente esquema de aplicação de fungicidas, provoca severos danos à cultura . A partir de 1998 e 1999, apesar de a mancha de ramulária (Ramularia areola), um falso oídio, começar a apresentar uma importância relativa ainda maior em várias regiões, a ramulose permanece como séria ameaça à produtividade do algodoeiro.

## Desenvolvimento
A ramulose desenvolve-se principalmente em tecidos jovens. Os sintomas diretos aparecem em folhas, pecíolos e ramos, na forma de manchas necróticas mais ou menos circulares. O tecido necrosado tende a cair, formando perfurações. As lesões causam desenvolvimento desigual dos tecidos foliares. O patógeno frequentemente atinge o meristema apical provocando sua necrose, o que estimula o desenvolvimento dos brotos laterais, conferindo à planta um aspecto de superbrotamento ou envassouramento, com porte reduzido. O crescimento vegetativo em resposta a destruição das gemas apicais, exaure a planta para a finalidade de frutificação . O principal meio de disseminação da doença é através de sementes contaminadas externamente com conídios ou internamente com micélio dormente. Além disso, o patógeno sobrevive vários anos em solo contaminado .